# Xming

Xming est un serveur d'affichage

Xming est la version sous Windows du système de fenêtrage X ouvert des systèmes Unix, Linux et BSD. Il est fondé sur le serveur X.org et compilé avec MinGW.
Il permet ainsi de rediriger l'affichage vers Windows d'une application graphique tournant sur une machine distante, sous un autre système supporté par X.org.

## Caractéristiques
Xming est indépendant de la bibliothèque GPL Cygwin (contrairement au portage Cygwin/X) ce qui le rend plus librement ré-utilisable.
Xming peut être utilisé avec une implémentation SSH pour sécuriser le canal de redirection système de fenêtrage X, comme PuTTY ou sa version en ligne de commande : Plink (en).
Il existe un utilitaire XLaunch permettant de configurer simplement Xming (choix du type d'affichage, police de caractères…)
Il est possible d'utiliser Xming en mode multi-écrans, en utilisant la commande:
```
>Xming -screen 0 @2 -query <IP of remote machine> -clipboard -nodecoration
```